# Reich von Luca

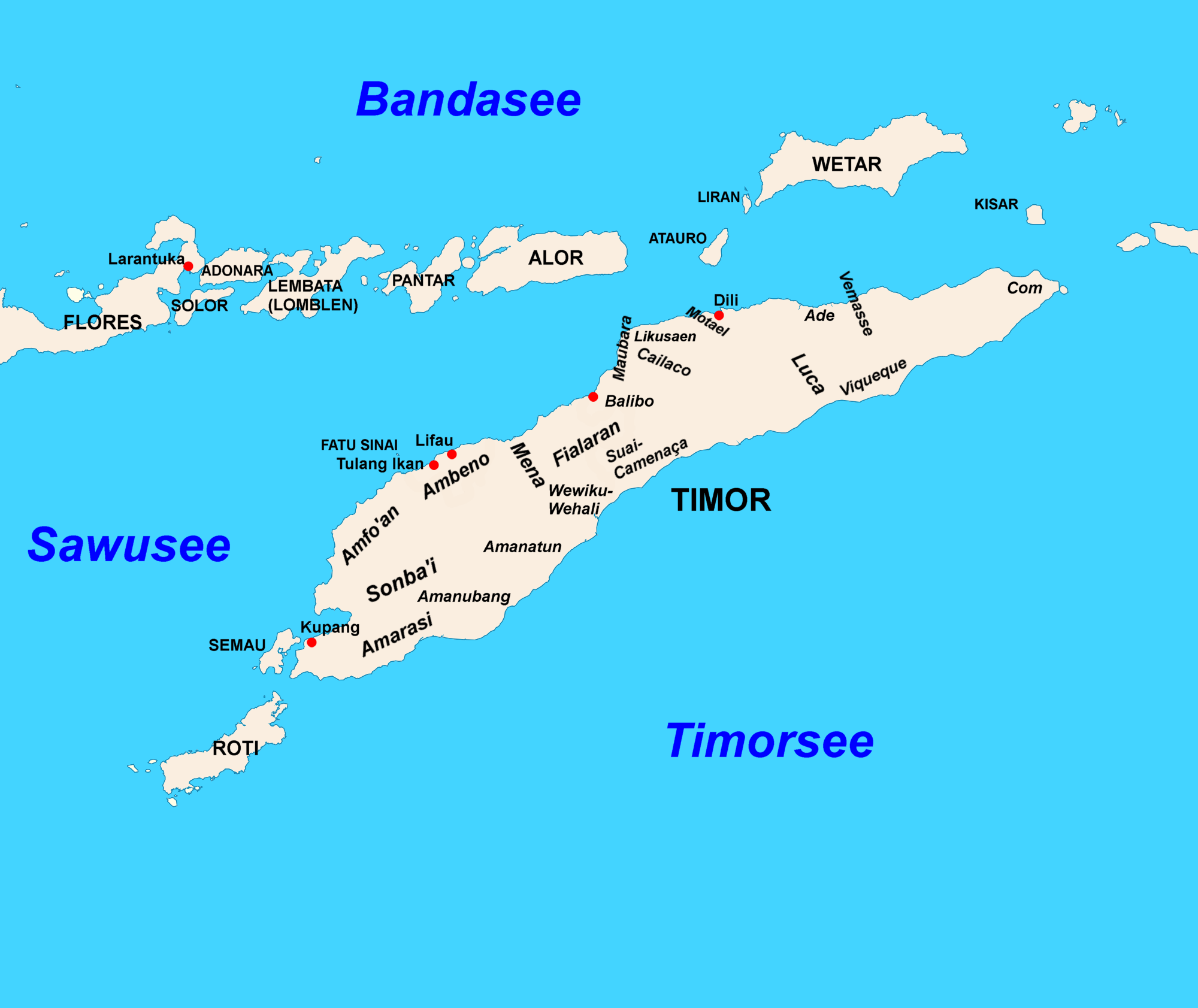
Die Reiche auf Timor um 1700

Das Reich von Luca (veraltet: Louka) war ein Herrschaftsgebiet an der Küste im Südosten des heutigen Osttimor. Nach einigen europäischen Quellen des 19. Jahrhunderts war Luca eines der Reiche, die den Osten Timors beherrschten. Heute ist Luca ein Suco Osttimors.

## Hintergrund

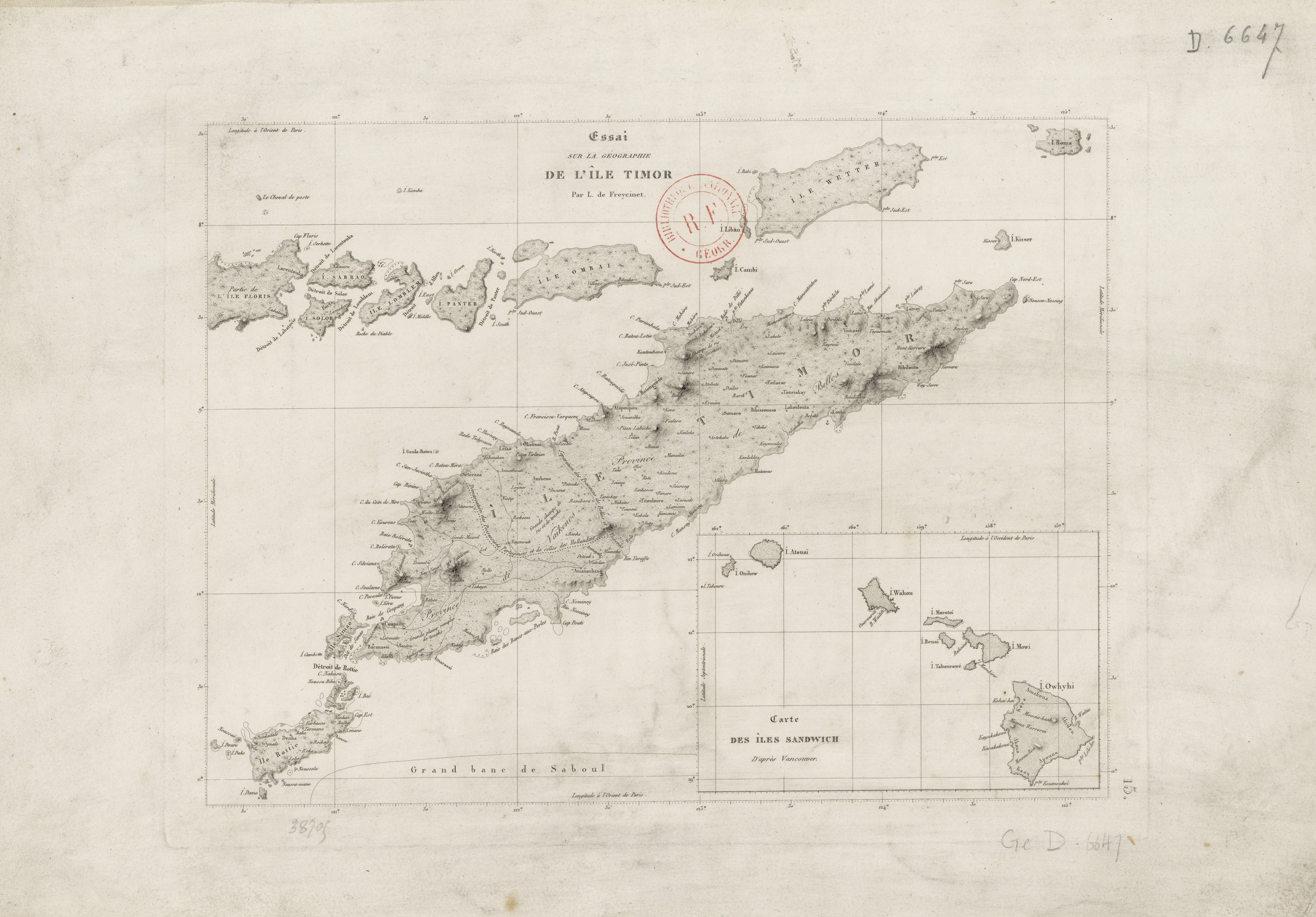
Freycinets Karte von Hawaii und Timor mit „Louka“ (1820)

Das heutige Wissen über Luca beruht auf europäischen Aufzeichnungen aus der Kolonialzeit und mündlichen Überlieferungen der Timoresen, wobei Angaben aus West- und Osttimor sehr unterschiedlich sein können. Zwischen 1994 und 1996 interviewte der Anthropologe Peter Spillett unter anderem den damals 80-jährigen Liurai von Luca und andere Mitglieder der Herrscherfamilie der Amaral. Interviews von Clementino dos Reis Amaral im Jahre 2014, dem Repräsentanten der Liurai-Familie, bestätigten die Aufzeichnungen von Spillett. Die meisten historischen Erbstücke und das Uma Lulik (deutsch Heiliges Haus, der Aufbewahrungsort der Reliquien) in Kampung Badari, sieben Kilometer vom Ort Luca entfernt, wurden im Bürgerkrieg 1975 zerstört. Portugiesische Unterlagen und Dokumente fielen der indonesischen Besatzung (1975–1999) zum Opfer.
Luca hatte sein Zentrum an der Küste im Südosten Timors. Die Region bildet den Osten des Siedlungsgebietes der Tetum. Deren Sprache ist heute Amtssprache Osttimors und war schon früher die Lingua franca im Zentrum und den meisten Gebieten im Osten Timors. Ein Umstand, der möglicherweise die weitreichenden historischen Vormachtsansprüche Lucas erklärt.
Manuel Godinho de Erédia zeichnete 1613 eine der ersten detaillierten Karten Timors. Unter den verschiedenen aufgeführten Ortsnamen war Luca im Osten besonders hervorgehoben. Im Begleittext berichtet Erédia von zwei Herrschern, die von Dominikanern zum Christentum bekehrt worden seien: dem Kaiser von Mena und dem König von Luca. Da die Dominikaner aber die Reiche vernachlässigten, wären sie aber bald wieder „Mauren“ und „Götzendiener“ geworden. In einer Veröffentlichung von Salomon Müller, der von 1828 bis 1829 Timor besuchte, liegt eine Karte vom niederländisch dominierten Westtimor mit zahlreichen Details bei. Der portugiesische Ostteil am Rand der Karte wird nur vereinfacht als „Land der Belunesen“ bezeichnet. An dessen Südküste findet sich aber groß der Name „Loeka“. Müller erklärt im Text, dass Luca den Osten Timors dominiere, aber nicht die absolute Kontrolle über die Region habe. Der niederländische Kommissar Emanuel Francis berichtete, dass Luca kein legitimer Herrscher des Ostens sei, sondern die Macht an sich gerissen habe. Louis de Freycinet nennt „Louka“ hingegen das älteste Herrscherhaus, welches von vielen „Königen“ Osttimors anerkannt werde. Dem gegenüber stehen portugiesische Dokumente, die von zahlreichen unabhängigen „Reinos“ (deutsch Reiche) in Osttimor berichten, Luca aber keine vorherrschende Rolle zugestehen. So zählt der ehemalige Gouverneur von Portugiesisch-Timor Afonso de Castro 1868 47 Reiche im Ostteil der Insel auf, darunter Luca.
Dass Luca aber andere Großmächte, wie zum Beispiel Motael, Maubara, Suai-Camenaça oder Manufahi vorstand oder Einfluss auf sie hatte, ist aus diesen Quellen nicht erkennbar. Auch François Étienne de Rosily-Mesros nennt in seinem Bericht von 1772 als die wichtigsten Reiche der Insel Oecussi Vemasse, Laleia und Samoro. Man muss berücksichtigen, dass die europäischen Berichte auf Angaben der Timoresen selbst beruhen, auch solchen aus Luca. Während Europäer allerdings bei Herrschaftsgebieten von starren Strukturen mit klaren Grenzen und einer eigenen Verwaltung ausgingen, war der Staat in Südostasien oft mehr ein Zentrum, dessen Macht und Einfluss, wie das Licht einer Lampe, mit zunehmender Entfernung immer schwächer wurde. Die Gebiete am Rande der Einflusssphären kopierten Institutionen und Rituale des Machtzentrums und bildeten so eigene Machtzentren. Zudem unterscheidet man auf Timor nach dem System des Lulik zwischen zwei Mächten: der inaktive, symbolische, „weibliche“ Herrscher und der aktive, „männliche“ Herrscher mit der politischen Macht. Zu den rituellen Herrschern gehörten zum Beispiel die Herrscher von Wewiku-Wehale im Westen des Siedlungsgebietes der Tetum. Das Reich hatte als rituelles-kulturelles Zentrum eine große Bedeutung auf ganz Timor, politisch war es aber nach 1641/42 relativ bedeutungslos.
Den von Spillett gesammelten Überlieferungen zufolge stand Luca vier anderen Reichen vor: Loro Ossu-Hosoroa (Ossorua), Loro Besuru (Vessoru), Loro Wemassin (Vemassin) und Loro Waibobo (Uaibobo). Außerdem standen Viqueque und Takanar unter der Kontrolle von Luca. Luca war wiederum dem Doppelreich von Wewiku-Wehale untergeordnet, da es seine Herkunft vom Maromak Oan (das Kind Gottes) Wehales ableitete. So stand das Reich im Westen in seiner rituellen Macht über Luca. Eine Königin von Luca soll einst Land in Uatumuni (zwischen Ossu und Viqueque) an Wewiku verschenkt haben. Viqueque, das in enger Beziehung zu Wehale stand, schenkte sie einen wertvollen, alten Armreif (keke).

## Mythen und historische Begebenheiten

### Entstehung und Hochzeit

Französische Karte Timors mit „Louka“ aus dem 18. Jahrhundert

Die mündlichen Überlieferungen lassen das kleine Reich von Luca weit größer erscheinen, als eines der wichtigsten Herrschaftsgebiete Timors und sogar ebenbürtig mit Wewiku-Wehale, auch durch die gelegentliche Nennung Likusans als Teil von Luca. Die Rolle Lucas während der historischen Ereignisse scheint zu bestätigen, dass die Rolle der Herrscher von Luca bedeutender war, als ihr kleines Territorium es erwarten lässt. Mündliche Überlieferungen berichten, dass Tetumsprecher vor 13 Generationen aus dem Kernland der Tetum in Wehale nach Viqueque einwanderten und sich durch Heirat mit den einheimischen Clans verbanden. Das ortsansässige Reich von Ai Sahe, das heutige Viqueque, wurde so ein Vasall Lucas. Spillett wurde erklärt, dass drei Datos aus Wewiku-Wehale kamen und den ersten Feigenbaum (Ai Hali) pflanzten. Dieser wuchs und dehnte sich aus, wie die Macht des Reiches von Luca.
Die mündlichen Überlieferungen aus Luca beinhalten auch Sagen und mythische Elemente, so dass reale Ereignisse kaum davon klar abtrennbar sind. So berichtete man Spillett von der Begegnung von Lu′u Leki, dem Na′i Luka Likusan (deutsch Herrscher von  Luca Likusan) und Bei Taek Aman, dem Herrscher von Wewiku in Kmodo Mahut Welaku. Beide verfügten den Überlieferungen zufolge über magische Kräfte. Lu′u Leki konnte demnach das Wasser von den Riffen zurückweichen lassen und selbst das Meer trockenlegen, während Bei Taek Aman über den Zeitpunkt von Sonnen- und Monduntergang entscheiden konnte. Möglicherweise waren die beiden Herrscher Brüder, die vereint über große Stärke und Autorität verfügten. Sie teilten unter sich das Land auf. Als Grenze zwischen den Herrschern wurde, laut Clementino Amaral, der Mota Masin festgelegt, der heutige Grenzfluss zwischen Indonesien und Osttimor. Clementino Amaral berichtete auch von den ersten Herrschern Lucas. Seine Aufzählung beginnt mit Afoan Sila und seiner Nachfolgerin Na’i Lou Baria Sak.
Der Doppelname „Luka Likusan“ weist auf Liquiçá an der Nordwestküste Osttimors hin, bezieht gelegentlich aber auch Motael ein, dem alten Reich in der Umgebung von Osttimors heutiger Landeshauptstadt Dili. Teilweise wird sogar noch Suai-Camenaça an der westlichen Südküste Osttimors hinzugefügt. Letztlich beschreibt die Überlieferung eine Dreiteilung Timors in Sonba’i, dem Reich der Atoin Meto im Westen, Wewiku-Wehale im Zentrum und Luka Likusan im Osten. Diese Dreiteilung findet sich auch in einem portugiesischen Bericht aus dem Jahre 1734. Den drei Reichen wird zwar eine hohe Stellung in der Hierarchie zugestanden, politische Macht ergab sich daraus nicht automatisch. Sehr wohl konnte sie sich aber bei der Bildung von Bündnissen auswirken.
Mit der Ankunft der Portugiesen im 16. Jahrhundert und der Ausdehnung ihres Einflusses auf Timor kam es zu starken Veränderungen im Machtgefüge auf Timor. In den 1660er Jahren kam es zum Dreikampf um die Macht auf der Insel zwischen Portugiesen, Makassaresen und Niederländern. In Bezug auf den Konflikt zwischen Niederländischer Ostindien-Kompanie (VOC) und den mit Portugal verbündeten Topasse schrieb ein Angestellter der VOC an das Hauptquartier in Batavia, die portugiesischen Ansprüche auf „Ade“ (Vemasse) und Manatuto seien nicht gerechtfertigt. Beide Regionen gehörten ursprünglich zu den von Luca abhängigen Reichen, hatten sich einige Jahre zuvor jedoch losgesagt, gewährten Händlern aus Makassar großen Einfluss und stellten sich später unter die niederländische Flagge. Eine Flotte der Topasse griff aber 1668 die beiden Reiche an und besetzte sie, womit sie offiziell wieder zum portugiesischen Hoheitsraum gehörten.
Laut Spilletts Informanten entstanden nach und nach neue Reiche und brachen von Luca ab. Clementino Amaral erzählte über die Christianisierung Lucas, dass die Herrscherin Na’i Lou Baria Sak im westtimoresischen Mena zum katholischen Glauben bekehrt und getauft worden sei. Sie wird mit der Missionierung des Reiches von Luca in Verbindung gebracht, auch weil Chroniken der Dominikaner von einer Königin Lucas berichten, die zusammen mit ihrem minderjährigen Sohn, Adligen und „unzähligen“ Untertanen vom Missionar António de São Domingos getauft worden sei, der von dem nun wieder portugiesisch dominierten Manatuto nach Luca kam. Laut den Berichten der Dominikaner muss dies um 1670 geschehen sein, womit es Erédias zufolge die zweite Katholisierung der Herrscherfamilie gewesen wäre. Zum einen könnte das brutale Vorgehen der Topasse Eindruck auf Luca gemacht haben, zum anderen expandierten die Portugiesen ab 1670 und schickten erstmals Einheiten um das östliche Ende Timors an die Südküste der Insel. Während von einzelnen Orten berichtet wird, dass sie von den Portugiesen verwüstet wurden, fehlt ein solcher Bericht von Luca. Es scheint sich freiwillig unterworfen zu haben. Zumindest bestätigen mündliche Überlieferungen, dass die Macht Lucas mit Ankunft der Portugiesen in der Region sank.
Spillett wurde erzählt, dass der katholische Bischof von Malakka mit sieben Priestern versucht habe, Luca zum Christentum zu bekehren, aber gescheitert sei. Er und sein Gefolge sei ermordet und seine sterblichen Überreste an einem geheimen Ort begraben worden. Andere mündliche Quellen bestreiten, dass der Bischof ermordet worden sei. Laut portugiesischer Dokumente ließ sich tatsächlich der Dominikaner Manuel de Santo António um 1700 in Luca nieder und christianisierte erfolgreich Luca sowie die Reiche von Viqueque, Samoro, Fatuletiluli, Alas und Manatuto. 1701 wurde Manuel zum Bischof von Malakka ernannt. Seinen Sitz behielt er auf Timor und war somit der erste Bischof auf der Insel. Ermordet wurde er nicht und er starb auch nicht auf Timor.
Lucas Bedeutung in den Chroniken schwindet für den Großteil des 18. Jahrhunderts. Sein Vasall Viqueque war dagegen ein Schlüsselort für Bischof Manuels Ziel, Timor zu christianisieren. 1722 verwies ihn der portugiesische Gouverneur Francisco de Melo e Castro von der Insel. 1759/60 starb Bischof Geraldo de São José unter mysteriösen Umständen auf Timor, allerdings in Lifau.

### 18. und 19. Jahrhundert

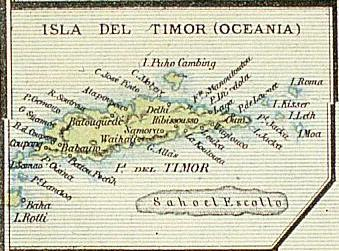
Spanische Karte Timors mit „Louka“ von 1888

1722 attackierten Krieger von Luca einen Trupp von Moradores auf dem Weg von Lifau nach Cailaco, die für Portugal die Fintas, die Tributzahlungen der Liurais (timoresische Kleinkönige) einsammelten. Die Rebellen zerstörten Kirchen und ermordeten Missionare und konvertierte Timoresen.
1777 (nach anderen Quellen 1776, 1779 oder 1781) erhob sich auch das Reich von Luca, aufgrund von Repressionen gegen die animistischen Religion, in einer bis 1785 dauernden Revolte gegen die portugiesischen Kolonialherren, die der „Krieg der Verrückten“ (portugiesisch guerra de loucos, auch guerra dos doidos) genannt wurde. Eine „Prophetin“ hatte den Kriegern verkündet, dass die Ahnen sie unterstützen würden, um das Joch der Fremden abzuschütteln. Die Krieger hielten sich für unverwundbar. Die Rebellion wurde von Gouverneur João Baptista Vieira Godinho (1785 bis 1788) mit Unterstützung von Viqueque niedergeschlagen.
Clementino Amaral ist auch die Quelle für die Geschichte des Bruchs zwischen Luca und Timors spirituellem Zentrum Wewiku-Wehale. Auslöser war die Heirat eines Herrschers von Luca mit einer Adligen von Wewiku-Wehale. Nach der Rückkehr nach Luca stellte sich heraus, dass die Braut nicht von königlichem Blut war. Luca entsandte als Vergeltung Krieger nach Wehale, um den dortigen Liurai zu töten. Im Gegenzug schickte Wehale eine Strafexpedition nach Luca, die viele Einwohner tötete, darunter Mitglieder der Herrscherfamilie. Einige Menschen aus Luca flohen an die Nordküste Timors, darunter der Bruder des Liurais. Als der durstige Adlige dort aus einer Quelle trank, bemerkte er, dass das Wasser salzig war. So erhielt der Ort den Namen „Vemasse“, zu deutsch „salziges Wasser“. Andere Quellen berichten, Lucas Königin Maria Amaral hätte 1832/1833 Suri, den Liurai von Wehale, angegriffen. Auslöser seien Grenzstreitigkeiten und der Versuch der Missionierung gewesen sein. Bei den Kämpfen in Suai wurde Suri getötet und sein Kopf im Triumphzug nach Badari, dem damaligen Zentrum Lucas, gebracht. Von der einzigen Christianisierung Lucas 150 Jahre zuvor war 1856 kaum noch etwas übrig. Gerade einmal 15 Christen wurden in diesem Jahr dort gezählt.
1868 unterstützte Luca mit Truppen die portugiesischen Kolonialherren bei der Niederschlagung der Rebellion in Cowa. Im April 1896 schloss Luca mit Portugal einen schriftlichen Vertrag über seinen Vasallenstatus.

### 20. Jahrhundert

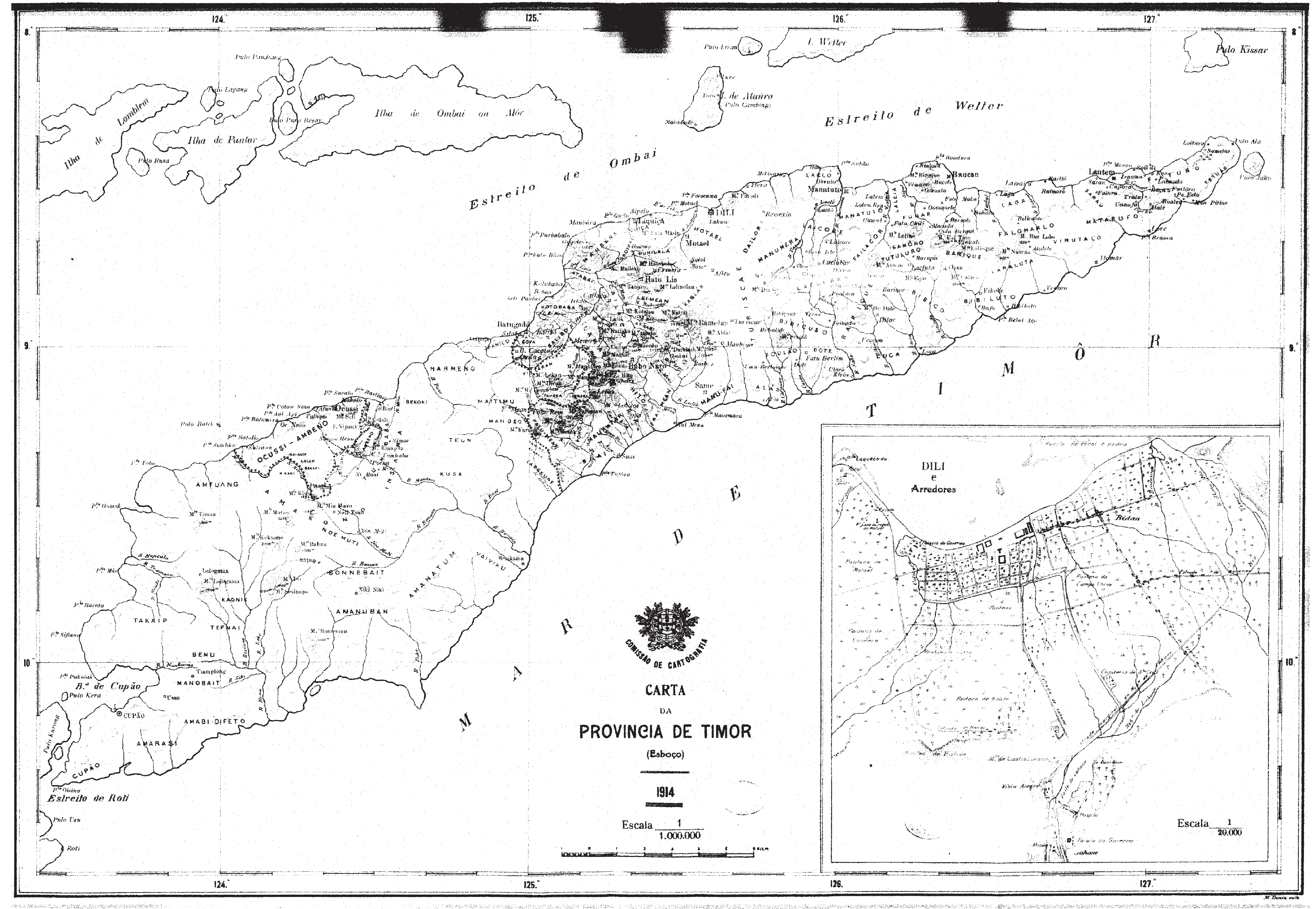
1914 ist auf dieser portugiesischen Karte Luca nicht der Rede wert

An der großen Rebellion von Manufahi 1911/12 beteiligte sich Luca nicht, auch wenn man durchaus zum Antikolonialismus neigte. In der Herrscherfamilie der Amarals erklärt man es so, dass auf die Einladung des Rädelsführers Boaventura von Manufahi ein Gesandter Lucas zunächst Unterstützung ankündigte. Er sollte als Signal des Beginns des Aufstands gegen die Portugiesen einen bestimmten Tais als Symbol tragen. Aus Vergesslichkeit kehrte der Bote aber mit dem falschen Symbol zurück, so dass Luca noch abwartete. Später bot man den gescheiterten Rebellen Unterschlupf an.
Mündliche Überlieferungen aus Ossorua und Babulo berichten von Bewohnern Lucas, die einst an die Küstenebenen Uato-Laris auswanderten und sich dort ansiedelten, nachdem Tomas dos Reis Amaral, ein Abkömmling des Luca-Reiches, Mitte der 1910er Jahre von den Portugiesen zum Herrscher von Uaitame und Vessoru und Administrator von Uato-Larigemacht wurde. Hier bilden sie einen Teil der heutigen Makasae-sprechenden Bevölkerung.
Luca verlor immer mehr an Bedeutung. Kurz vor der Invasion der Japaner 1942 berichtet ein gewisser Carlos Cal Brandão von seinen Eindrücken von Luca. Es sei ein konservatives und selbst für koloniale Standards rückständiges Gebiet. Luca sei das ärmste Reich an der ansonsten reichen und florierenden Südküste. Nur an den Ufern eines Flusses und einigen Stellen, wo der Wald gerodet wurde, gäbe es kleine Reisfelder und einfache Anpflanzungen von Mais. Die geringe Bevölkerungszahl verschlimmere sich noch durch die Trägheit der Bevölkerung. Man lebe in den Traditionen einer glorreichen Vergangenheit und von den Ansprüchen der absteigenden, einst höchsten Aristokratie auf Timor. Nach der japanischen Invasion beschützte Lucas Herrscher Dom Jeremias dos Reis Amaral die ansässigen Portugiesen und half, sie nach Australien zu evakuieren. Er wurde von den Japanern verhaftet und gefoltert, verriet aber trotzdem nichts vom Aufenthaltsort der Portugiesen, die sich noch im Land versteckten. 1943 wurde er erstochen. Gouverneur Óscar Freire de Vasconcelos Ruas widmete Jeremias 1948 ein Denkmal.

## Herrscherliste
- Afoan Sila (vor der portugiesischen Kolonialzeit)
- Na’i Lou Baria Sak (1642/43)
- Na’i Lequi Sak (1670)
- Na’i Lulequik I (1702)
- Sebastião Fernandes (1703)
- António Aveiro do Amaral (im Range eines tenente-coronel 1726)
- Sancho Manuel (1738)
- Sebastião do Amaral (vor etwa 1769 bis etwa 1782)
- Tomás do Amaral (1782 bis nach 1789) (Neffe)
- Ana do Amaral (1815)
- Felix António do Amaral (1817)
- Maria Amaral (1826–1850)
- Na’i Lulequik II. (1850–1880)
- João de Amaral (1854)
- Luiz dos Reis e Cunha (1869–1876) (von der Herrscherfamilie von Barique)
- José Amaral (1880–1885)
- Rosa Amaral (etwa 1881 bis etwa 1896) (Witwe)
- Clementino dos Reis Amaral (etwa 1896–1914) (Neffe von Dom José)
- Tomás A. dos Reis Amaral (1914–1917) (Sohn)
- Lourenço Amaral (1917–1923) (Bruder von Dom Clementino)
- Tomás A. dos Reis Amaral (1923–1926, zweite Amtszeit)
- Lourenço Amaral (1926–1933, zweite Amtszeit)
- Jeremias dos Reis Amaral (1933–1943) (Neffe von Dom Tomás)
- Zeferino Amaral (1944–1959) (Sohn von Dom Lourenço)
- Paulo Guterres (1959–1989) (Schwiegersohn von Dom Tomás)
- Domingos Torrezão dos Reis Amaral (1979–1989) (Sohn von Zeferino)
- Francisco A. T. A. Guterres (ab 1989) (Sohn von Paulo Guterres)[28][29]

## Belege

### Hauptbelege
- Susana Barnes, Hans Hägerdal, Lisa Palmer: An East Timorese Domain – Luca from Central and Peripheral Perspectives, 2017, DOI: 10.1163/22134379-17302020.
- Geoffrey C. Gunn: History of Timor. Technische Universität Lissabon (PDF-Datei; 805 kB)